# Tanzânia nos Jogos Olímpicos de Verão de 1972
A Tanzânia competiu nos Jogos Olímpicos de Verão de 1972, em Munique, Alemanha Ocidental.

## Resultados por Evento

### Atletismo
100m masculino
- Norman Chihota
  - Primeira Eliminatória — 10.79s (→ não avançou)

1.500m masculino
- Filbert Bayi
  - Eliminatórias — 3:45.4 (→ não avançou)

Revezamento 4x100m masculino
- Obedi Mwanga, Norman Chihota, Claver Kamanya, e Hamad Ndee
  - Eliminatórias — 41.07s (→ não avançou)

### Boxe
Peso Mosca ligeiro (– 48 kg)
- Bakari Selemani
  - Primeira Rodada — Perdeu para Kim U-Gil (PRK), TKO-1

Peso Mosca (– 51 kg)
- Saidi Tambwe
  - Primeira Rodada — Bye
  - Segunda Rodada — Perdeu para You Man-Chong (KOR), 0:5

Peso Meio-médio ligeiro (– 63.5 kg)
- Robert Mwakosya
  1. Primeira Rodada — Perdeu para Zvonimir Vujin (YUG), TKO-2

Peso Médio (– 75 kg)
- Titus Simba
  - Primeira Rodada — Perdeu para Reima Virtanen (FIN), 2:3